# Йелоу Медисин (окръг, Минесота)
Окръг Йелоу Медисин (на английски: Yellow Medicine County в превод Жълто лекарство) е окръг в щата Минесота, Съединени американски щати. Площта му е 1976 km², а населението - 9867 души. Административен център е град Гранит Фолс.